# Teshome Fikre Woldetensae
Teshome Fikre Woldetensae (* 6. Juni 1972 in Guraghe, Äthiopien) ist ein äthiopisch-katholischer Geistlicher und Bischof von Emdeber.

## Leben
Teshome Fikre Woldetensae trat 1992 in das Priesterseminar. Er studierte Philosophie und Theologie am St. Francis Institute of Philosophy and Theology Addis Abeba und empfing am 11. Januar 1998 das Sakrament der Priesterweihe für die Eparchie Emdeber.
Nach weiteren Studien in Rom wurde er in Ostkirchenrecht promoviert. Zehn Jahre lang war er als Pfarrer sowie als Generalsekretär des katholischen Sekretariats von Emdeber tätig. 2017 wurde er Nationalkoordinator für die Seelsorge in Äthiopien und 2019 Generalsekretär der interrituellen Bischofskonferenz von Äthiopien. Außerdem war er Protosynkellos der Eparchie Emdeber.
Papst Franziskus ernannte ihn am 16. Dezember 2023 zum Koadjutorbischof von Emdeber. Berhaneyesus Demerew Kardinal Souraphiel CM, Erzbischof von Addis Abeba und Oberhaupt der äthiopisch-katholischen Kirche, spendete ihm am 11. Februar des folgenden Jahres in der Kathedrale von Endibir die Bischofsweihe. Mitkonsekratoren waren der Bischof von Emdeber, Musie Ghebreghiorghis OFMCap, und der Bischof von Bahir Dar-Dessie, Lisane-Christos Matheos Semahun. Am 23. August 2024 nahm der Papst das Rücktrittsgesuch des Bischofs der Eparchie an, womit er ihm im Amt nachfolgte.